# Zona rosa (telenovela)
Zona rosa es una telenovela colombiana producida en 2007 por Fox Telecolombia para RCN Televisión. Esta protagonizada por Carolina Sabino, Norma Nivia, Nataly Umaña, Carolina Gaitán y Jorge Cárdenas.  
Lamentablemente la telenovela no tuvo el éxito esperado y fue cambiada de horario en diferentes ocasiones hasta finalmente ser cancelada. 

## Argumento
Zona Rosa es la historia de cuatro amigas: Natalia, Angélica, Vicky y Sara. Las cuatro viven juntas y tratan de convivir a pesar de tener sus diferencias. Todas apoyan el sueño de Natalia. Natalia es una joven de 25 años, recién graduada de sus estudios de cocina, que sueña con poner su propio restaurante, y desea que sus amigas sean sus socias y que además su mejor amigo Andrés, sea el administrador. Sin embargo a pesar de sus sueños Natalia, ha tenido muy mala suerte en sus relaciones. Su último novio Federico la engañaba y la abandona para casarse con otra mujer. Sin embargo no sospecha que su mejor amigo Andrés está enamorado secretamente de ella y pretende conquistarla y cambiar su percepción sobre los hombres.

## Elenco
- Carolina Sabino es Natalia Pizarro.
- Norma Nivia es Victoria Castillo.
- Nataly Umaña es Angélica Zúñiga.
- Carolina Gaitán es Sara Bautista.
- Jorge Cárdenas es Andrés Orozco.
- Roberto Cano es Federico.
- Marcela Posada es Silvana.
- Paola Díaz es Antonieta.
- Santiago Bejarano es Jorge Castillo.
- Ana María Abello es Lilian.
- Iván Rodríguez es Sr. Bautista
- Carmenza González es Sra. Bautista.
- Juan Miguel Marín es Oscar.
- Tiberio Cruz es Julio.
- Bianca Arango es Camila Izquierdo de Castillo.
- Milena Arango es Miranda.
- Jennifer Leibovici es Dulce.
- Jorge López es Mauricio Castillo.
- Fabián Ríos es Fernando Orozco.
- Orlando Lamboglia es Francisco "Pacho".
- Liz Barbosa es Gabriela Castillo.
- Margarita Reyes es Mariana.
- Beatriz Roldán es Luz María Zúñiga.
- Mafe Barreto es Jenny Zúñiga.
- Lorena Tobar es Rebecca de Castillo.
- Toto Vega
- José Narváez